# 晋源区
晋源区（しんげん-く）は中華人民共和国山西省太原市南部に位置する市轄区。

## 歴史
1947年（民国36年）に設置された晋源県を前身とする。1951年に太原市に編入され晋源区に改編され現在に至る。

## 行政区画
- 街道:晋源街道、義井街道、羅城街道
- 鎮:金勝鎮、晋祠鎮、姚村鎮